# Spilosmylus camerunensis
Spilosmylus camerunensis är en insektsart som först beskrevs av Herman Willem van der Weele 1905. 
Spilosmylus camerunensis ingår i släktet Spilosmylus och familjen vattenrovsländor. Inga underarter finns listade i Catalogue of Life.